# جری مکی (سیاستمدار)
جری مکی (زاده ۱۰ ژانویه ۱۹۶۲) تاجر و سیاستمدار آمریکایی است.

## زندگی‌نامه
مکی در کچیکان، آلاسکا متولد شد. در سال ۱۹۸۰ از دبیرستان کچیکان فارغ‌التحصیل شد. او ساناحاج لوج را در کریگ، آلاسکا، متعلق به خود داشت. مکی در سالهای ۱۹۹۱ تا ۱۹۹۶ در مجلس نمایندگان آلاسکا خدمت کرده و دموکرات بود. او سپس در سالهای ۱۹۹۷ تا ۲۰۰۰ در سنا آلاسکا خدمت کرد.